# مسجد سايت
مسجد سايت Site Mosque هو مسجد يقع في منطقة إيلكاديم في منطقة سامسون في تركيا. ويعد المسجد معلم معماري بارز في وسط المدينة، وذلك بفضل موقعه وأسلوبه المعماري الفريد. تم بناؤه بين عامي 1976 و1985 كجزء من إعادة تطوير وسط المدينة. تم الإعلان في عام 2022 عن خطط لهدم المسجد كجزء من حملة التجديد الحضري لمركز مدينة سامسون.

## تاريخه
يقع مسجد الموقع في وسط مدينة سامسون بين ساحة الجمهورية (سامسون) وحديقة أنيت ومركز التسوق بولفار. بحلول سبعينيات القرن العشرين، أصبحت المنطقة التي كانت ذات يوم منطقة سكنية وتجارية مزدهرة مهجورة بشكل متزايد وتضم العديد من بيوت الدعارة في المدينة التي كانت تخدم البحارة وعمال مصانع التبغ والمسافرين الآخرين. عام 1972 وفي محاولة لإحياء المنطقة، أعلنت حكومة بلدية سامسون عن حملة تجديد حضري تركزت على بناء مسجد حديث وجذاب. ومن أجل تحقيق هذه الفكرة، تأسست جمعية بناء واستدامة المواقع الدينية الإسلامية والمسجد المركزي في 15 يونيو 1972. أقامت البلدية مسابقة مشروع لبناء مسجد بهيكل الكلية. في 4 نوفمبر 1973، تم اختيار فيدات إشبيلير من أكاديمية إسطنبول الحكومية للفنون الجميلة وسيفينتش شاهين من جامعة غازي كفريق التصميم الرئيسي.
بين عامي 1972 و 1976، قامت بلدية سامسون بشراء وإخلاء وهدم المباني التاريخية المتداعية ضمن حدود شوارع المولوية والغازي والعثمانية. بلغت المساحة المخصصة للبناء 9736 متر2. تم تصنيف الطرود وتوحيدها استعدادًا لبناء المسجد الجديد. بدأ بناء المسجد في 15 فبراير 1976م. تم افتتاح المرحلة الأولى من المشروع في عام 1979 والجزء الثاني في ديسمبر 1985. ومنذ افتتاحها، شهدت المنطقة تنشيطًا من خلال الاستثمارات في مصنع التبغ المجاور الذي تم تجديده منذ ذلك الحين وتحويله إلى مركز للتسوق. تقع المنطقة الآن بجوار ساحة الجمهورية (سامسون) وترام سامسون.[بحاجة لمصدر]

## اعادة البناء
ونتيجة لسوء الصنعة، تعرضت القبة، التي كانت مغطاة بخزف مقاس 10×15 سم، لأضرار بالغة بسبب المياه، وتطلبت جهود ترميم مكثفة بعد بضع سنوات فقط من اكتمالها. تم تغطية القبة في البداية بالألياف الزجاجية. تم إزالة هذه المادة لكن المسجد ظل يعاني من أضرار المياه والشقوق. قامت مؤسسة سامسون الإسلامية، المعروفة سابقًا باسم جمعية بناء واستدامة مساجد ديانت ومركز الإسلام، بتنفيذ طبقة من البوليستر على القبة في محاولة لحل المشكلة. وأخيرًا، في عام 2002، تم تفكيك طبقة البوليستر والأقفاص الفولاذية والسيراميك الموجودة على القبة بالكامل وتم تجديد القبة لمدة ستة أشهر. تم تغطية القبة المرممة بالرصاص واستبدالها وإصلاح القبة بشكل دائم بتكلفة بلغت حوالي 110 آلاف ₺. كما تم تجديد السجاد والمعدات الداخلية وغرفة الوضوء والمراحيض خلال هذا الإصلاح بتكلفة تقدر بحوالي 90 ألف ₺.

## مستقبله
في عام 2022، قررت بلدية سامسون الكبرى هدم المسجد المركزي إلى جانب مبنى مكتب الضرائب والبلدية كجزء من مشروع تجديد ساحة الجمهورية ومنتزه أنيت. وأُعلن عن بناء مسجد جديد أكبر بطراز عثماني في الحديقة الوطنية الموسعة قرب مركز التسوق بيازا سامسون. وصرّح نائب رئيس جمعية حماية المسجد ميراك بالوغلو أن المشروع يتضمن دمج الشارع والمركز التجاري وهدم المسجد الحالي.